# Lariscus niobe
Lariscus niobe is een zoogdier uit de familie van de eekhoorns (Sciuridae). De wetenschappelijke naam van de soort werd voor het eerst geldig gepubliceerd door Thomas in 1898.

## Voorkomen
De soort komt voor in Indonesië.